# Chixdiggit
Chixdiggit is een Canadese punkband afkomstig uit Calgary, die is opgericht in 1991 toen de bandleden nog de middelbare school zaten. Volgens de band staat de naam voor Chicks Dig It, dat op een 'heavy-metalmanier' wordt geschreven. De band schrijft vooral nummers over relaties en meisjes. De stijl is melodischer dan de meeste punkrock en kan worden omschreven als poppunk.

## Geschiedenis
De band werd opgericht nadat K.J. Jansen, Mark O'Flaherty en Mike Eggermont begonnen met de verkoop van Chixdiggit t-shirts op hun middelbare school. De band bestond op dat moment echter niet, maar nadat de shirts goed begonnen te verkopen kon de band een drumkit aanschaffen. Geen van de bandleden had enige muzikale ervaring noch had een van de leden eigen instrumenten, met uitzondering van gitarist Mark. Mike werd bassist en K.J. ging ook gitaar spelen, waarna hij de zanger van de band werd.
De band werd officieel opgericht in 1991 en begon met het spelen van shows in 1992. Chixdiggit speelde echter maar weinig shows in deze periode en de leden besteedde hun tijd aan het oefenen en zich meester maken van hun instrumenten. In 1993 begon de band regelmatig in zalen rondom Calgary te spelen.
In 1996 tekende Chixdiggit een contract bij het label Sub Pop. De band bracht het debuutalbum Chixdiggit! ook uit via dit label, maar bleef hier niet lang bij. De band verliet het label omdat de leden het idee hadden dat ze niet pasten bij de idealen van de platenmaatschappij.
Rond deze tijd was de band begonnen met wereldwijde tours, waardoor ze al snel ontdekt werden door Honest Don's Records, een sublabel van het grotere punklabel Fat Wreck Chords. Na de uitgave van het studioalbum From Scene to Shining Scene via Honest Don's nam de band een rustperiode. In 2003 was de band weer actief en in 2005 begon Chixdiggit weer met het schrijven en opnemen van het vierde studioalbum getiteld Pink Razors. Dit album werd op 19 april 2005 uitgegeven door Fat Wreck Chords in Noord-Amerika en door het Zweedse Bad Taste Records in Europa.
Mike Eggermont verliet de band in 2002 en begon een softwarebedrijf. In 2003 verliet drummer Dave Alcock (eigenaar van de Sundae Sound opnamestudio) de band en werd vervangen door de oorspronkelijke drummer van de band, Jason Hirsch.

## Leden
- K. J. Jansen - gitaar, zang
- Mark O'Flaherty - gitaar, zang
- Tyler Pickering - drums
- BJ Downey - basgitaar, zang

### Voormalige leden
- Mike Eggermont - basgitaar, zang (1991-2000)
- Dave Alcock - drums (1997-2003)
- Jason Hirsch- drums (1991-1997, 2003-2007)
- Mike McLeod - basgitaar, zang
- Kepi Ghoulie - basgitaar, zang
- Jimmy James - basgitaar, zang

## Discografie

### Studioalbums
- Chixdiggit! (1996, Sub Pop Records)
- Born on the First of July (1998, Honest Don's Records)
- From Scene to Shining Scene (2000, Honest Don's Records)
- Pink Razors (2005, Fat Wreck Chords)
- Chixdiggit! II (2007, Bad Taste Records)

### Ep's
- Safeways Here We Come (2011, Fat Wreck Chords)
- 2012 (2016, Fat Wreck Chords)

### Splitalbums
- Chronic for the Troops (1998, met Groovie Ghoulies, Delmonico Records)